# Акаев, Ибрагим Акаевич
Ибрагим Акаевич Акаев (27 июля 1976, Избербаш, Дагестанская АССР, РСФСР, СССР) — российский боксёр, призёр чемпионатов России. Мастер спорта России международного класса.

## Биография
Боксом начал заниматься с 1989 года в Избербаше. В 1997 году завоевал бронзовую медаль на чемпионате России. В 1998 году стал обладателем Кубка Европы. В 1999 году во второй раз стал бронзовым призёром чемпионата России. Является чемпионом мира среди полицейских. С 2013 по 2018 депутат городского округа "город Избербаш" пятого созыва.

## Личная жизнь
В 1993 году окончил школу № 11 в Избербаше. В 2003 году окончил юридический факультет избербашского филиала Дагестанского государственного университета.

## Достижения
- Чемпионат России по боксу 1997 —
- Чемпион международного турнира в Швеции 1997 [5]
- Чемпион международного турнира в Англии 1998[6]
- Чемпион международного турнира в Греции 1998[7]
- Кубок Европы по боксу 1998 —
- Чемпионат России по боксу 1999 —